# Swing Guitars
Swing Guitars – album jazzowy, split zawierający nagrania trzech zespołów, których liderami byli gitarzyści: Barney Kessel, Oscar Moore i Tal Farlow. Wszystkie nagrania powstały w Los Angeles: zespół Barneya Kessela (nagrania 1 – 4) zarejestrowano 23 lipca 1952, Quartet Oscara Moore'a (nagrania 5 – 8) grał 22 kwietnia 1955, a Tal Farlow z zespołem (nagrania 9 – 12) 25 kwietnia 1955.
12" monofoniczny album wydany został w 1955 przez wytwórnię Norgran Records (MG N-1033), EMI/Columbia (33CX 10051)
oraz w 1957 przez Verve (MGV 8124).

## Muzycy
- Oscar Moore – gitara
- Carl Perkins – fortepian
- Joe Comfort – kontrabas
- George Jenkins – perkusja

- Barney Kessel – gitara
- Jim Wyble – gitara
- Morty Corb – kontrabas
- Shelly Manne – perkusja

- Tal Farlow – gitara
- Claude Williamson – fortepian
- Red Mitchell – kontrabas
- Stan Levey – perkusja

## Lista utworów
Strona A
| 1. | "Lullaby of the Leaves" (Bernice Petkere, Joe Young)                              |  |
|    |                                                                                   |  |
| 2. | "Stompin' at the Savoy" (Benny Goodman, Edgar M. Sampson, Chick Webb, Andy Razaf) |  |
|    |                                                                                   |  |
| 3. | "This Is Always" (Harry Warren, Mack Gordon)                                      |  |
|    |                                                                                   |  |
| 4. | "Tea for Two" (Vincent Youmans, Irving Caesar)                                    |  |
|    |                                                                                   |  |
| 5. | "Sonny Boy" (Al Jolson, Buddy De Sylva, Lew Brown, Ray Henderson)                 |  |
|    |                                                                                   |  |
| 6. | "Beautiful Moons Ago" (Nat King Cole, Oscar Moore)                                |  |
|    |                                                                                   |  |
Strona B
| 7.  | "A Foggy Day" (George Gershwin, Ira Gershwin)                  |  |
|     |                                                                |  |
| 8.  | "Oscar's Blues" (Oscar Moore)                                  |  |
|     |                                                                |  |
| 9.  | "Heat Wave" (Irving Berlin)                                    |  |
|     |                                                                |  |
| 10. | "East of the Sun (and West of the Moon)" (Brooks Bowman)       |  |
|     |                                                                |  |
| 11. | "All the Things You Are" (Jerome Kern, Oscar Hammerstein II)   |  |
|     |                                                                |  |
| 12. | "Crazy Rhythm" (Roger Wolfe Kahn, Joseph Meyer, Irving Caesar) |  |
|     |                                                                |  |

## Informacje uzupełniające
- Produkcja – Norman Granz
- Projekt okładki – David Stone Martin